# Myiozetetes cayanensis
Myiozetetes cayanensis е вид птица от семейство Tyrannidae.

## Разпространение
Видът е разпространен в Боливия, Бразилия, Венецуела, Гвиана, Еквадор, Колумбия, Коста Рика, Панама, Перу, Суринам и Френска Гвиана.